# Trimezia spathata
Trimezia spathata är en irisväxtart som först beskrevs av Friedrich Wilhelm Klatt, och fick sitt nu gällande namn av John Gilbert Baker. Trimezia spathata ingår i släktet Trimezia och familjen irisväxter.

## Underarter
Arten delas in i följande underarter:
- T. s. sincorana
- T. s. spathata
- T. s. spectabilis